# 北山镇 (长沙县)
北山镇位于湖南省长沙县中部偏西，地处长沙县、开福区、望城区与汨罗市四区县市交汇处。地缘上，北山镇北与汨罗市高家坊镇、弼时镇接壤，东与安沙镇为邻，南连开福区捞刀河镇、清竹湖镇，西与望城区桥驿镇交接，总面积148.8平方公里，总人口52,840人；全镇辖辖18个村3个居委会；镇政府驻蒿塘社区。

## 历史
今北山镇在1995年长沙地区撤区并乡镇之前属北山区北山乡、牌楼乡、石常乡地域，撤区并乡后三乡合并组建北山镇。2004年村级区划调整，调整之前47个村、3居社区，47个村分别为北山村、长乐塘村、常丰村、福安村、福峰村、福高村、福田村、福兴村、福云村、高仓村、高湖村、高田村、高兴村、官桥村、蒿塘村、荷花村、金明村、金星村、卷石村、龙山村、明山村、明田村、欧塘村、牌楼村、平田村、青竹村、荣合桥村、若溪冲村、山峰村、狮山村、石常村、双丰村、水田村、天雷山村、田园村、万谷岭村、五一村、西湖村、西塘村、先锋村、向家坝村、新福村、新华村、新联村、新桥村、新云村和新中村；区划调整合并后为18个村，3个社区。
| 北山镇历史 | |
| 并入乡镇   | 历史简述 |
| 北山乡     | 北山乡在清代属长沙县大贤都。民国30年属太平乡，1950年名九塘乡，1956年名蒿塘乡，1958年名北山公社，1984年名北山乡。乡人民政府驻蒿塘坳。       |
| 牌楼乡     | 牌楼乡清代属长沙县大贤都。民国30年属青云乡，1950年名田圆乡，1958年属北山公社，1962年名牌楼公社。乡人民政府驻郭塘坡。                       |
| 石常乡     | 石常乡清代属长沙县大贤都。民国30年属青云乡，1950年辖石常、福田两乡，1958年属北山公社，1962年名石常公社，1984名石常乡。乡人民政府驻高升湾。 |

## 区划
| 北山镇行政区划 |                                          |
| 村/社区        | 沿革简述                                 |
| 蒿塘社区       |                                          |
| 荣合桥社区     |                                          |
| 新桥社区       |                                          |
| 金星村         | 由原先锋村、金星村合并                   |
| 北山村         | 由原北山村、万谷岭村合并                 |
| 福安村         | 由原福安村、西塘村合并                   |
| 西湖村         | 由原西湖村、新华村合并                   |
| 新云村         | 由原新联村、新云村合并                   |
| 五福村         | 由原五一村、福云村合并                   |
| 官桥村         | 由原龙山村、官桥村合并                   |
| 新中村         | 由原新福村、新中村、卷石村合并           |
| 常乐村         | 由原欧塘村、常乐塘村、石常村、常丰村合并 |
| 王公桥村       | 由原天雷山村、若溪冲村合并               |
| 新桥村         | 由原双丰村、新桥村合并                   |
| 青田村         | 由原青竹村、田元村合并                   |
| 牌楼村         | 由原牌楼村、高田村合并                   |
| 明月村         | 由原荷花村、水田村、明山村合并           |
| 狮山村         | 由原明田村、山丰村、狮山村合并           |
| 高仓村         | 由原高仓村、高湖村合并                   |
| 福田村         | 由原福田村、福丰村合并                   |
| 福高村         | 由原福兴村、福高村合并                   |